# Cham (dança)

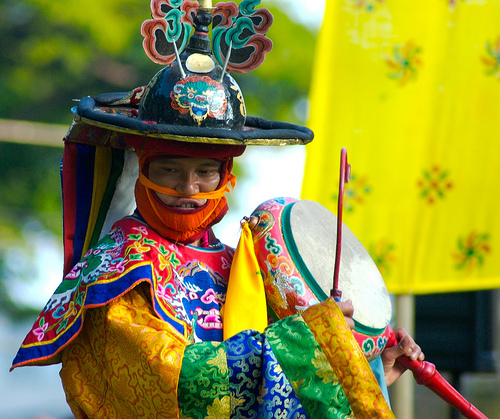
The Black-Hat Drum Cham, realizada no Museu de Arte de Honolulu

O cham (em tibetano: འཆམ་; Wylie: 'cham) é uma dança realizada com máscaras e fantasias, associada a algumas seitas do budismo tibetano e festivais budistas, acompanhada por música tocada por monges usando instrumentos musicais tibetanos tradicionais. As danças geralmente oferecem instrução moral relacionada a karuṇā (compaixão) para os seres sencientes e são consideradas para trazer mérito a todos que as percebem. Considerado uma forma de meditação e uma oferenda aos deuses.
O líder do cham é um músico que marca o tempo usando instrumento de percussão como pratos, sendo a única exceção Dramyin Cham, onde o tempo é mantido usando dramyin. O termo "dança do diabo" foi uma descrição ocidental da performance no início do século XX; nome derivado dos trajes usados pelos artistas.

## Conteúdo
Chams frequentemente descrevem incidentes da vida de Padmasambhava (guru Rinpoche), o professor Nyingmapa do século IX e outros santos.
O grande debate do Concílio de Lhasa entre os dois principais debatedores ou dialéticos - Moheyan e Kamalaśīla - é narrado e retratado em uma dança cham específica realizada anualmente no Mosteiro Kumbum em Qinghai . Uma outra dança dessa é realizada na véspera de Losar, o ano novo tibetano, para comemorar o assassinato do cruel rei tibetano Langdarma em 841 A.C por um monge chamado Lahlungpa Pelgyi Dorje. Este mesmo monge vestia uma túnica preta e um chapéu preto e dançava do lado de fora do palácio até ter permissão para se apresentar na frente do imperador e assassiná-lo. É uma dança que simboliza a vitória do bem sobre o mal.
A dança do chapéu preto é uma dança Vajrakilaya e é a dança mais frequentemente retratada em pinturas. A dança é executada por monges budistas e opera em dois níveis, para alcançar a iluminação e destruir as forças do mal. As danças geralmente seguram uma caveira e um cachecol amarrados juntos e depois presos ao punho de um purba.

## Por país

### Tibete
Os tibetanos costumam realizar chams para grandes audiências durante o Festival de Oração Monlam.

### Butão
No Butão, as danças são realizadas durante os festivais religiosos anuais ou tshechu, realizados no centro religioso dzong de cada distrito. O Cham é executado por monges, às vezes freiras e aldeões. A Royal Academy of Performing Arts é o órgão principal que promove a preservação da cultura de Cham e das danças.

### Índia
As danças são realizadas no distrito de Lahaul e Spiti, Siquim, Dharamshala, Kalimpong Darjeeling, Pedong [sang hen Dorjee Gompa], sul da Índia Karnataka bylakuppe [nyingma gompa / Templo Dourado] e Ladaque durante festivais culturais e religiosos.

### Mongólia
A dança Tsam (em mongol : Цам) não foi introduzida na Mongólia até o início do século XIX, mas rapidamente ganhou popularidade e visibilidade com celebrações como o festival Tsam. Tsam passou a incorporar elementos tântricos e xamanísticos mais antigos da dança Tornou-se uma parte significativa do budismo na Mongólia antes de ser banido sob o regime comunista em 1924. Os expurgos estalinistas na Mongólia destruíram mais de 700 mosteiros, mataram dezenas de milhares de monges e lamas mongóis e laicizaram milhares de monges à força. O assassinato em massa de grande parte da cultura monástica da Mongólia ameaçou seriamente a preservação da dança tsam de extinção, pois havia poucos praticantes que sobreviveram aos expurgos. Com a dissolução da União Soviética em 1991 e a introdução de uma nova constituição que permite práticas religiosas, a prática e a apresentação da dança tsam cresceram enormemente. Muitos dos trajes e máscaras usados para danças tsam sobreviveram aos expurgos soviéticos de mosteiros e templos ao serem enterrados, escondidos ou armazenados em museus como o Museu do Templo do Lama Choijin Lama.

## Ligações externos
- Descrição da dança Black Hat no Butão
- Exemplos de Cham Dance
- Vídeo de Dança do Ging